# Frater

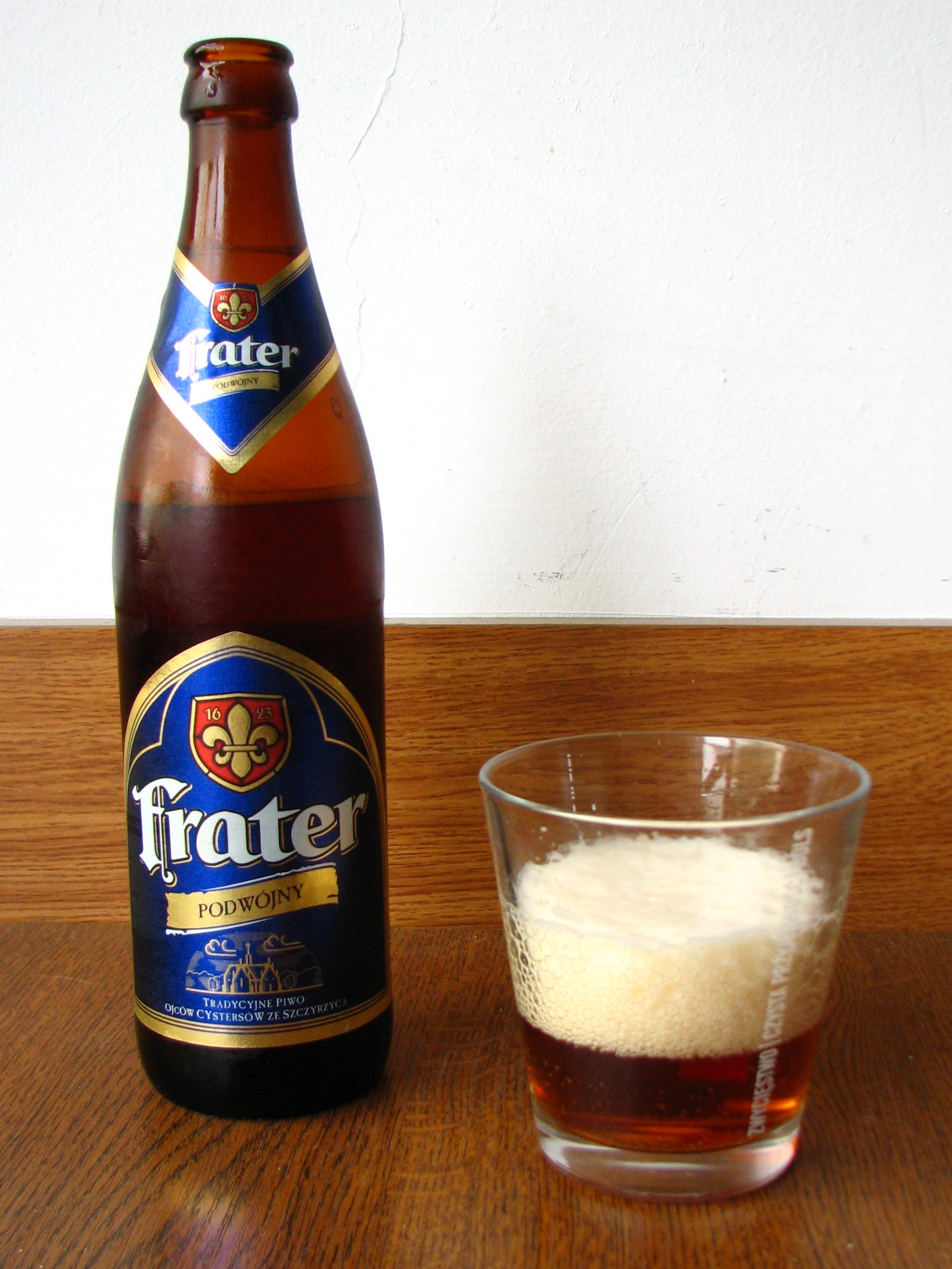
Frater Podwójny

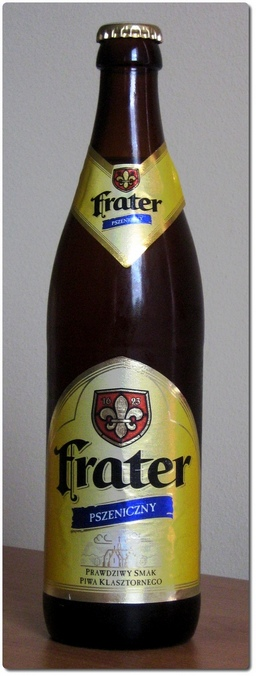
Frater Pszeniczny

Frater – marka piwa produkowana w latach 2004–2009 przez Browar Kielce.

## Historia
Marka Frater powstała w 2003 roku jako wspólne przedsięwzięcie klasztoru cysterskiego w Szczyrzycu i spółki Browar Belgia Sp. z o.o..
Początkowo produkowano piwo typu pilzneńskiego Frater (od 2006 roku – Frater 5.4) oparte na recepturze znalezionej w 1949 roku w klasztorze w Szczyrzycu. Od 2006 roku rozpoczęto rozszerzanie gamy marki o piwo górnej fermentacji Frater 7.6 (od 2007 roku – Frater Podwójny). W 2007 roku wprowadzono markę piwa pszenicznego – Frater Pszeniczny.
Po przejęciu w 2007 roku Browaru Belgia przez Kompanię Piwowarską produkcja piwa Frater Pszeniczny i Frater Podwójny była kontynuowana do 2009 roku.

## Piwa Frater
Pils
- Frater
  - piwo jasne pełne dolnej fermentacji, pasteryzowane
  - ekstrakt: 12.8% wag., alkohol: 5.8% obj. / 4.35% wag.
- Frater 5.4
  - piwo jasne pełne dolnej fermentacji, pasteryzowane
  - ekstrakt: 11.8% wag., alkohol: 5.4% obj. / 4.05% wag.

Piwo pszeniczne
- Frater Pszeniczny
  - piwo jasne pszeniczne górnej fermentacji, refermentowane, pasteryzowane
  - ekstrakt: 12.5% wag., alkohol: 5.5% obj. / 4.125% wag.

Piwo klasztorne
- Frater 7.6
  - piwo jasne górnej fermentacji, refermentowane, pasteryzowane
  - ekstrakt: 16.3% wag., alkohol: 7.6% obj. / 5.7% wag.
- Frater Podwójny
  - piwo jasne górnej fermentacji, refermentowane, pasteryzowane
  - ekstrakt: 16.3% wag., alkohol: 7.6% obj. / 5.7% wag.

## Nagrody i wyróżnienia
- 2007: Frater Pszeniczny – II miejsce na XV Jesiennych Spotkaniach Browarników w Szczyrku[4]
- 2009: Frater Podwójny – I miejsce w Plebiscycie na Piwo Roku 2009 Browar.biz w kategorii piwa jasne górnej fermentacji